# Lars Frederiksen
Lars Frederiksen (født 29. marts 1970) er en dansk håndboldtræner, der er cheftræner for Al-Safa Club i Saudi-Arabien.
Frederiksen har gennem sin trænerkarriere været træner i mindre klubber som GV Ejby Håndbold, Fredericia HK og herreholdet i Horsens HK. I april 2007 blev han ansat som ny cheftræner for ligaklubben KIF Vejen, efter slovenske Tone Tiselj valgte at stoppe. Herefter skrev han en tre-årig kontrakt med Team Esbjerg, med hvem han førte frem i toppen af dansk håndbold. Allerede i første sæson, lykkedes det ham at spille klubbens i deres første pokalfinale i DHF's Landspokalturnering 2011, hvor de vandt sølv. Derefter nåede klubben også finalen i EHF Cuppen i 2014, men måtte igen tage sig til nøje med sølvet mod russiske HK Lada.  i 2014-15 førte han klubben til deres første DM-finale i 2015, hvor man igen vandt sølv. I 2016 vandt han sammen med klubben, for første gang, DM i håndbold over FC Midtjylland Håndbold. Efter de mange sæsoners succes, blev han i sommeren 2017 afskediget i klubben, da holdet ikke formåede at spille sig i slutspillet og dermed ikke forsvare DM-titelen.
Efter bruddet med Team Esbjerg, blev han den efterfølgende sæson cheftræner for KIF Kolding i Herrehåndboldligaen. Her nåede han at være træner i halvanden sæson, inden klubbens ledelse valgte at afskedige Frederiksen i februar 2019. I klubben mødte han kritik fra spillertruppen, der var utilfreds med hans engagement og arbejdsindsats i klubben. I sommeren 2019 blev han igen træner i Damehåndboldligaen for oprykkerne fra HH Elite. I september 2021 blev han fyret, efter en dårlig sæsonstart for klubben med 0 point i tre ligakampe.
Efter halvandens pause fra tophåndbold, blev Frederiksen i april 2023 præsenteret som ny træner for den saudi-arabiske håndboldklub, Al-Safa Club.

## Meritter som klubtræner

### Team Esbjerg
- Damehåndboldligaen:
  - Guld: 2016
  - Sølv: 2015
- DHF's Landspokalturnering:
  - Sølv: 2011
- Super Cup:
  - Vinder: 2015
  - Finalist: 2016
- EHF Cup:
  - Finalist: 2014